# Leonard Piętak
Leonard Piętak (ur. 24 lutego 1841 w Przemyślu, zm. 26 lutego 1909 w Wiedniu) – polski prawnik, profesor, dziekan i rektor Uniwersytetu Lwowskiego, poseł-wirylista do Sejmu Krajowego Galicji i Rady Państwa, minister ds. Galicji przy rządzie Cesarstwa Austriackiego w Wiedniu.

## Edukacja
Był synem nauczyciela Jana i Brygidy z Adamowskich. W 1860 ukończył przemyskie gimnazjum i rozpoczął studia prawnicze na Uniwersytecie we Lwowie. W 1864 rozpoczął praktykę w Prokuratorii Skarbu we Lwowie, a trzy lata później wstąpił do służby politycznej przy lwowskim Namiestnictwie. Po uzyskaniu tytułu doktora prawa (1867) na Uniwersytecie Lwowskim, habilitował się w 1869, by rok później zostać profesorem nadzwyczajnym prawa handlowego i wekslowego. W styczniu 1871 otrzymał veniam docendi z prawa rzymskiego. Najwyższym postanowieniem z 12 grudnia 1872 mianowany został profesorem nadzwyczajnym tej dyscypliny, a 1 kwietnia 1876 profesorem zwyczajnym prawa rzymskiego oraz prawa handlowego i wekslowego lwowskiej uczelni.

## Praca akademicka
Wykłady na Uniwersytecie Lwowskim rozpoczął w 1869 na Wydziale Prawa i Umiejętności Politycznych, prowadząc wykłady z austriackiego prawa handlowego i wekslowego oraz prawa rzymskiego. Dwukrotnie pełnił najwyższe godności uniwersyteckie: rektora (w latach 1881/1882 i 1888/1889) i prorektora (w latach 1882/1883 i 1889/1890). Kierował również trzykrotnie jako dziekan Wydziałem Prawa i Umiejętności Politycznych, (w latach 1878/1879, 1883/1884 i 1890/1891). Czterokrotnie sprawował funkcję prodziekana wydziału (w latach 1879/1880, 1880/1881, 1884/1885 i 1891/1892). Od roku 1869 był członkiem Rządowej Komisji Egzaminacyjnej Oddziału Sądowego. W 1871 został członkiem, następnie w 1886 wiceprezesem, a w 1890 prezesem wspomnianej komisji w zakresie przedmiotów historyczno-prawnych.

## Działalność zawodowa
Był jednym z założycieli czasopisma „Prawnik”, którego pierwszy numer ukazał się w 1870. Na jego łamach opublikował wiele prac naukowych. W roku 1883 został członkiem korespondentem Wydziału Historyczno-Filozoficznego Akademii Umiejętności w Krakowie. Ponadto był członkiem korespondentem Centralnej Komisji Statystycznej w Wiedniu i Międzynarodowego Instytutu Statystycznego. W latach 1888–1897 pełnił funkcję prezesa Towarzystwa Nauczycieli Szkół Wyższych we Lwowie.

## Działalność publiczna
W latach 1886–1895 zasiadał w lwowskiej Radzie Miejskiej, gdzie w sekcji V zajmował się sprawami organizacyjnymi i oświaty. W okresie 1 kwietnia 1899 do 8 kwietnia 1900 pełnił także funkcję prezesa Galicyjskiej Kasy Oszczędności we Lwowie. Dwukrotnie, w latach 1881 i 1888, jako rektor Uniwersytetu Lwowskiego zasiadał w Sejmie Krajowym. W trakcie kadencji złożył m.in. wniosek o wprowadzenie języka polskiego w prokuraturach państwowych w Galicji oraz w urzędach pocztowych i telegraficznych. W październiku 1893 otrzymał mandat do Rady Państwa (po zrzeknięciu się mandatu przez Franciszka Smolkę), w której był członkiem i wiceprezesem Koła Polskiego. W działalności parlamentarnej swoją uwagę koncentrował głównie na sprawach związanych z sądownictwem i oświatą, dążąc do wyeliminowania zaniedbań występujących w tych dziedzinach na terenie Galicji. Za zgodą Koła Polskiego objął w 1900 stanowisko ministra do spraw Galicji przy rządzie cesarskim w Wiedniu, zajmowane wcześniej przez Kazimierza Chłędowskiego. Swoje obowiązki ministerialne wypełniał ponad sześć lat w rządach Ernsta Koerbera, Paula Gautscha i Konrada Hohenlohe-Schillingsfürsta. Po ustąpieniu ze stanowiska ministra, został posłem do Rady Państwa w Wiedniu. W latach 1907–1909 był członkiem Izby Panów.
Zmarł w Wiedniu, trumna z jego ciałem został przywieziona do Lwowa 2 marca 1909 i złożona na cmentarzu Łyczakowskim we Lwowie. W pogrzebie oprócz władz państwowych i akademickich, wzięli udział biskupi lwowscy św. Józef Bilczewski, Józef Teodorowicz oraz przemyski św. Józef Sebastian Pelczar. Ten ostatni był szkolnym kolegą profesora z ławy przemyskiego gimnazjum.

## Odznaczenia
- tytuł Radcy Dworu (1893)
- Order Żelaznej Korony I klasy (1904)
- Krzyż Wielki Orderu Leopolda (1906)

## Publikacje
- Miscellanea z prawa handlowego i wekslowego. O giełdzie i czynnościach giełdowych ze stanowiska prawa austryackiego, Lwów, 1877[2]
- Miscellanea z prawa handlowego i wekslowego. O istotnych znamionach czynności kredytowych i ich nieważności według ustawy lipcowej z roku 1877, Lwów, 1878[3]
- Prawo spadkowe rzymskie, Lwów, 1882[4]